# Бенарци, Шломо
Шломо Бенарци (англ. Shlomo Benartzi) — американский поведенческий экономист, наиболее известный, как соавтор программы «Save More Tomorrow» . Сейчас основной его интерес сосредоточен на использовании инструментов цифрового подталкивания для решения масштабных социальных проблем.
Бенарци является профессором и сопредседателем группы принятия поведенческих решений в Школе менеджмента Андерсона Калифорнийского университета в Лос-Анджелесе.

## Биография
Шломо Бенарци родился в 1968 году в Израиле, на окраине Тель-Авива.
Отец Шломо был его главным наставником. Благодаря отцу Шломо проявил интерес к научной деятельности.
Дед Шломо — сионист. Он умер в Польше во время Второй мировой войны.

## Образование
В 1989 году Бенарци окончил с отличием Тель-Авивский университет по направлению экономика.
В 1994 году он получил докторскую степень в Высшей школе менеджмента им. Джонсона, Корнеллский университет.

## Научный вклад
Вместе с лауреатом Нобелевской премии Ричардом Талером Шломо Бенарци разработал программу «Save More Tomorrow» (SMarT), которая помогает подтолкнуть сотрудников к постепенному увеличению нормы сбережений с течением временем. В настоящее время программа SMarT реализуется большинством крупных пенсионных планов США, а также применяется в Австралии и Великобритании. Ключевые элементы программы «Save More Tomorrow» также были включены в Закон о пенсионной защите 2006 года, что позволило примерно 15 миллионам американцам увеличить свои пенсионные сбережения.
Кроме того, Бенарци участвовал в исследованиях, посвященных изучению принятия финансовых решений отдельными инвесторами (близорукое избегание потерь).
В настоящее время Бенарци уделяет основное внимание онлайн-поведению, изучая, как люди ведут себя по-разному в цифровом мире. Конечная цель — использовать эти знания для разработки более эффективных цифровых интерфейсов.

### Save More Tomorrow[5]
«Save More Tomorrow» (SMarT) — это поведенческое вмешательство, впервые разработанное Ричардом Талером и Шломо Бенарци, которое призвано сделать накопление пенсионных сбережений максимально простым и безболезненным. Программа SMarT реализовывалась в нескольких крупных компаниях США. Программа «Save More Tomorrow» помогает сотрудникам принимать финансовые решения, тесно связанные с их финансовыми потребностями и долгосрочными целями.
Суть эксперимента:
- Работника приглашают в отдел кадров, и он принимает решение, какую долю от будущей повысившейся зарплаты он будет сберегать.
- Процент отчислений увеличивается с повышение зарплаты, пока не достигнет максимума.
- Работник в любой момент может отказаться от участия в программе.

Результаты:
Уровень отчислений вырос с 3,5 % до 13,6 % среди людей, который участвовали в программе. А у тех, кто отказался, отчисления увеличились с 4,4 % до 8,8 %.

### Близорукое избегание потерь[6]
Шломо Бенарци совместно с Ричардом Талером предложили новое объяснение избыточной премии по акциям, основанное на «теории перспектив» Канемана и Тверски. Объяснение состоит из двух ключевых моментов:
1. Инвесторы «не склонны к потерям», что означает, что они более чувствительны к потерям, чем к прибыли. Они болезненно воспринимают снижение стоимости портфеля.
2. Инвесторы часто оценивают стоимость своих портфелей.

Бенарци и Талер обнаружили, что инвесторы формируют портфели так, как если бы они работали на временном горизонте около одного года. То есть для инвесторов более выгодным кажется портфель из облигаций (менее рисковых активов), чем из акций. Хотя в долгосрочной перспективе портфель из акций был бы выгоднее.

### Другие исследования
«Thinking Smarter» — вторая книга, написанная в соавторстве с Роджером Левином. В ней изложен новый подход к размышлению над важными жизненными решениями и постановкой целей. В книге вводится понятие архитектуры мышления и инструментов мышления. Также в книге представляется совершенно новый инструмент мышления: уникальная система из семи шагов, называемая система планирования целей (GPS). Применительно к пенсионному планированию эта система помогает определить людям, что они больше всего ценят, чего они хотят достичь после выхода на пенсию и, в конечном итоге, кем они являются на самом деле.
«The Smarter Screen» — третья книга, написанная в соавторстве с Роджером Левином. В ней излагаются последние исследования цифрового подталкивания и поведенческих вмешательств в Интернете. В книге рассматриваются инструменты вмешательства, а также демонстрируется, как даже небольшие изменения могут иметь большое влияние на финансовые решения потребителей.

## Признание
В 2018 году Бенарци был назван заслуженным старшим научным сотрудником программы «Изменение поведения во имя доброй инициативы» Пенсильванского университета.

## Другая деятельность

### Бизнес
Бенарци работал главным экономистом по поведенческим вопросам в Центре поведенческих финансов Allianz Global Investors. В настоящее время он является старшим научным советником VOYA Behavioral Finance Institute по инновациям. Кроме того, Бенарци входил в состав консультативных советов компаний Acorns, Blast, Personal Capital, WisdomTree, idomoo и Morningstar. Он также является основателем Digitai, консалтинговой фирмы, которая разрабатывает цифровые технологии, приносящие пользу потребителям, бизнесу и обществу.

### Государство
Бенарци консультировал правительственные учреждения в США и за рубежом, помогая разрабатывать многочисленные законодательные инициативы. Бенарци в настоящее время является главным научным сотрудником Калифорнийской инициативы по цифровому подталкиванию, помогая штату разрабатывать цифровые меры вмешательства для решения социальных проблем.

## Публикации
Книги
- Save More Tomorrow (2012)
- Thinking Smarter (2015)
- The Smarter Screen (2015)

Статьи
- Benartzi, Shlomo, John Beshears, Katherine L. Milkman, Cass Sunstein, Richard H. Thaler, Maya Shankar, Will Tucker, William J. Congdon and Steven Galing, «Should Governments Invest More in Nudges?» Psych Science (2017)[7]
- Benartzi, Shlomo and Richard H. Thaler, "Behavioral Economics and the Retirement Savings Crisis, " Science, March 8, 2013, Vol. 339, pp. 1152–1153.[8]
- Benartzi, Shlomo, Alessandro Previtero, and Richard H. Thaler, "Annuity Puzzles, " Journal of Economic Perspectives, Fall 2011, Vol. 25.4, pp. 143–64.[9]
- Shlomo Benartzi, and Richard H. Thaler. (Summer 2007). Heuristics and Biases in Retirement Savings Behavior. Journal of Economic Perspectives.[10]
- Shlomo Benartzi, and Richard H. Thaler. (February 2004). Save More Tomorrow: Using Behavioral Economics to Increase Employee Savings. Journal of Political Economy, Vol. 112.1, Part 2, pp. S164-S187.[11]
- Shlomo Benartzi, and Richard H. Thaler. (March 2001). Naive Diversification Strategies in Retirement Saving Plans. American Economic Review, Vol. 91.1, pp. 79–98.[12]
- Shlomo Benartzi, and Richard H. Thaler. (February 1995). Myopic Loss-Aversion and the Equity Premium Puzzle. Quarterly Journal of Economics, Vol. 110.1, pp. 73–92.[13]

Бенарци часто публикует статьи в Wall Street Journal.